# Puccinia microspora
Puccinia microspora är en svampart som beskrevs av Dietel 1905. Puccinia microspora ingår i släktet Puccinia och familjen Pucciniaceae.   Inga underarter finns listade i Catalogue of Life.